# Sanenrejo
Sanenrejo is een bestuurslaag in het regentschap Jember van de provincie Oost-Java, Indonesië. Sanenrejo telt 6860 inwoners (volkstelling 2010).